# Dworzec Wiedeński

Der Dworzec Wiedeński (dt.: Wiener Bahnhof), auch: Dworzec Warszawsko-Wiedeński und in der Zwischenkriegszeit Dworzec Główny, war ein Bahnhof in Warschau. Er wurde 1844/45 errichtet und war der Endbahnhof der Warschau-Wiener Eisenbahnstrecke. Das Bahnhofsgebäude lag an der Kreuzung der Straßen Ulica Marszałkowska und Aleje Jerozolimskie im Innenstadtbereich der Stadt. Der Bahnhof wurde in den 1930er Jahren anlässlich der Anlage der unterirdisch verlaufenden Durchmesserlinie Linia Średnicowa abgerissen und durch einen Neubau (Dworzec Główny) ersetzt.

## Geschichte

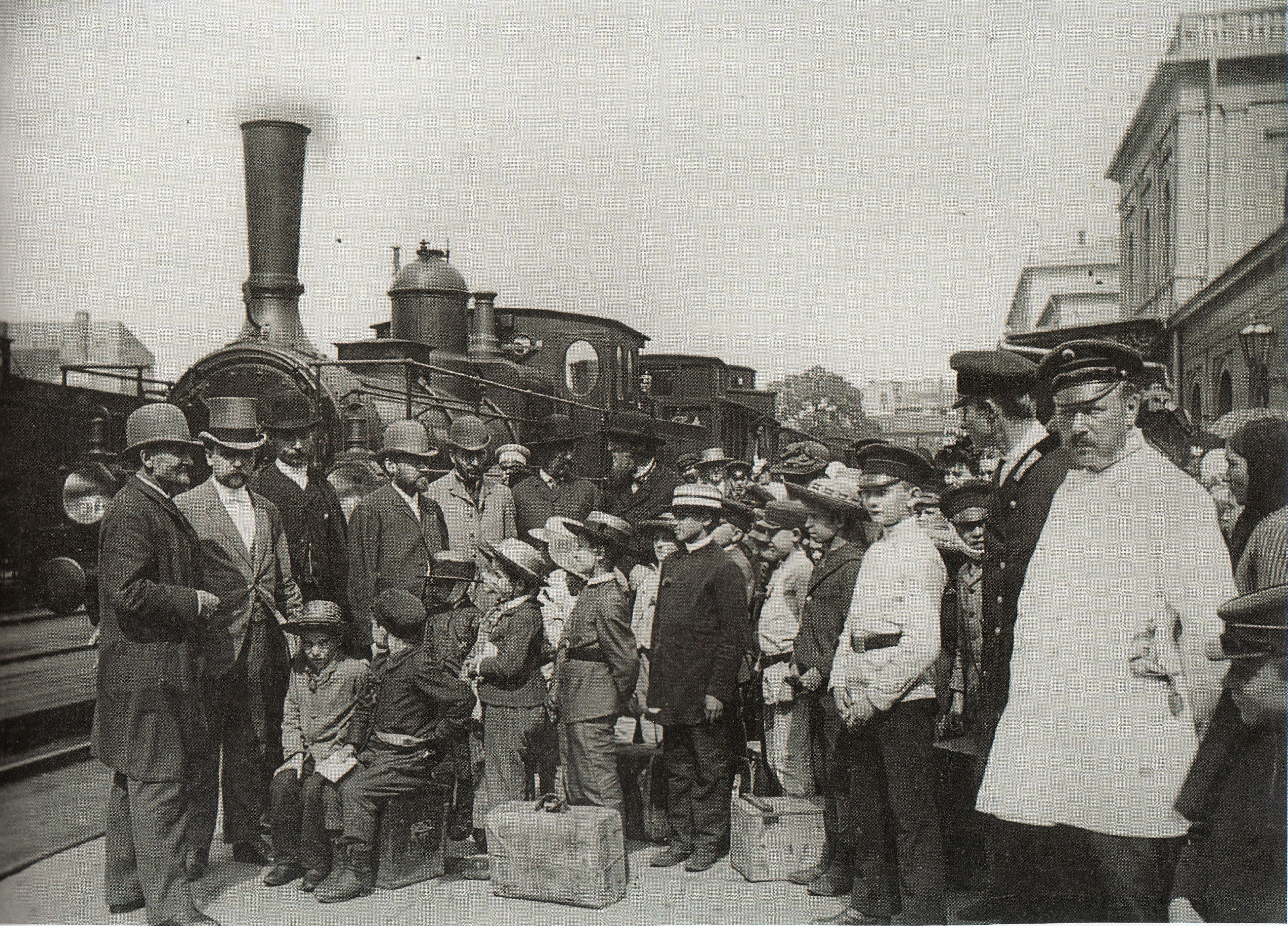
Am Bahnsteig auf der Rückseite des Bahnhofsgebäudes: Vorbereitung der Abfahrt von Kindern in Sommerlager, 1892

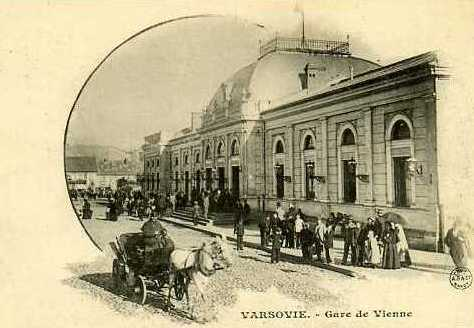
Die um 1900 errichtete „Nowa Poczekalnia“

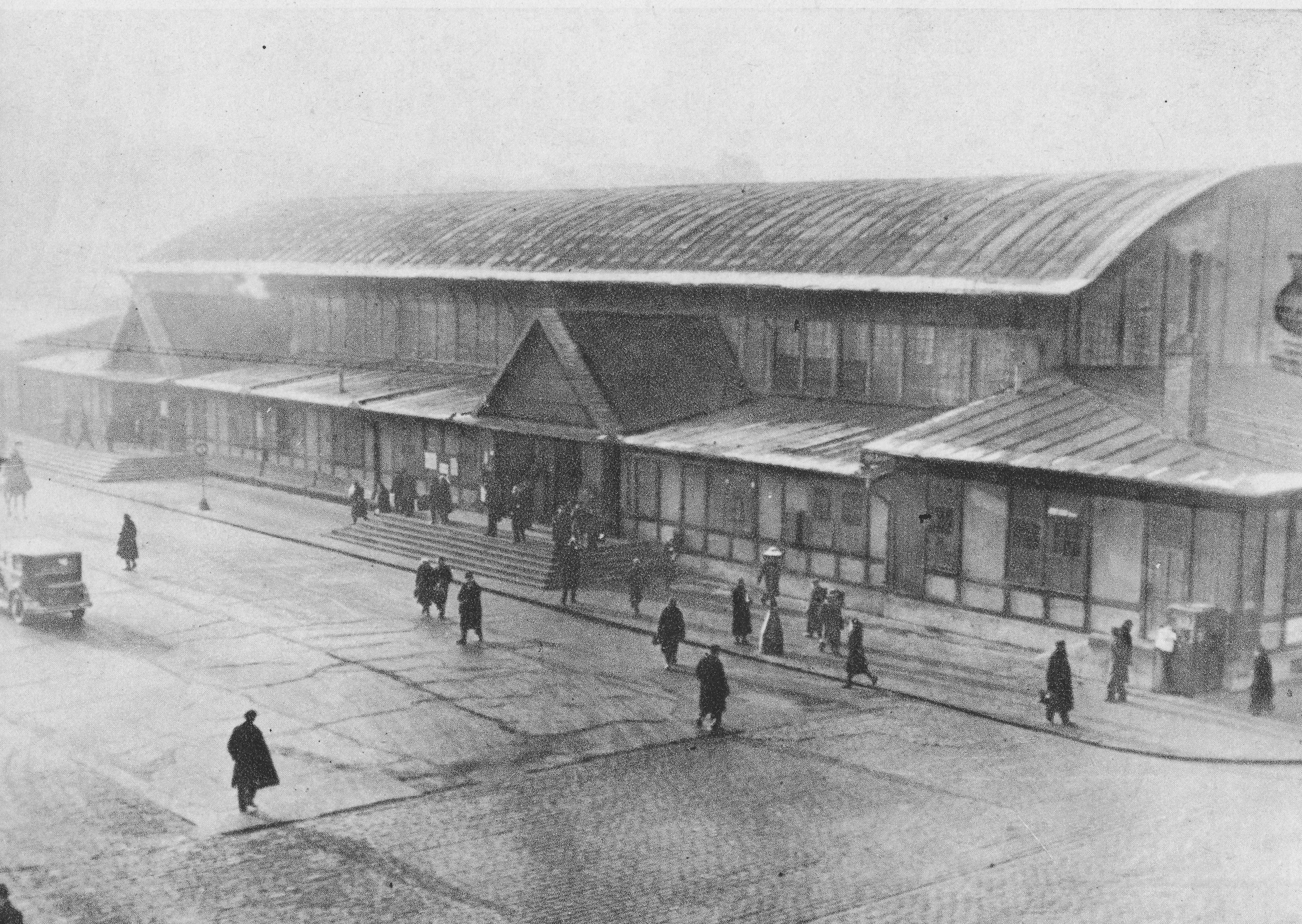
Das provisorische Bahnhofsgebäude an der Ulica Chmielna, Anfang der 1920er Jahre

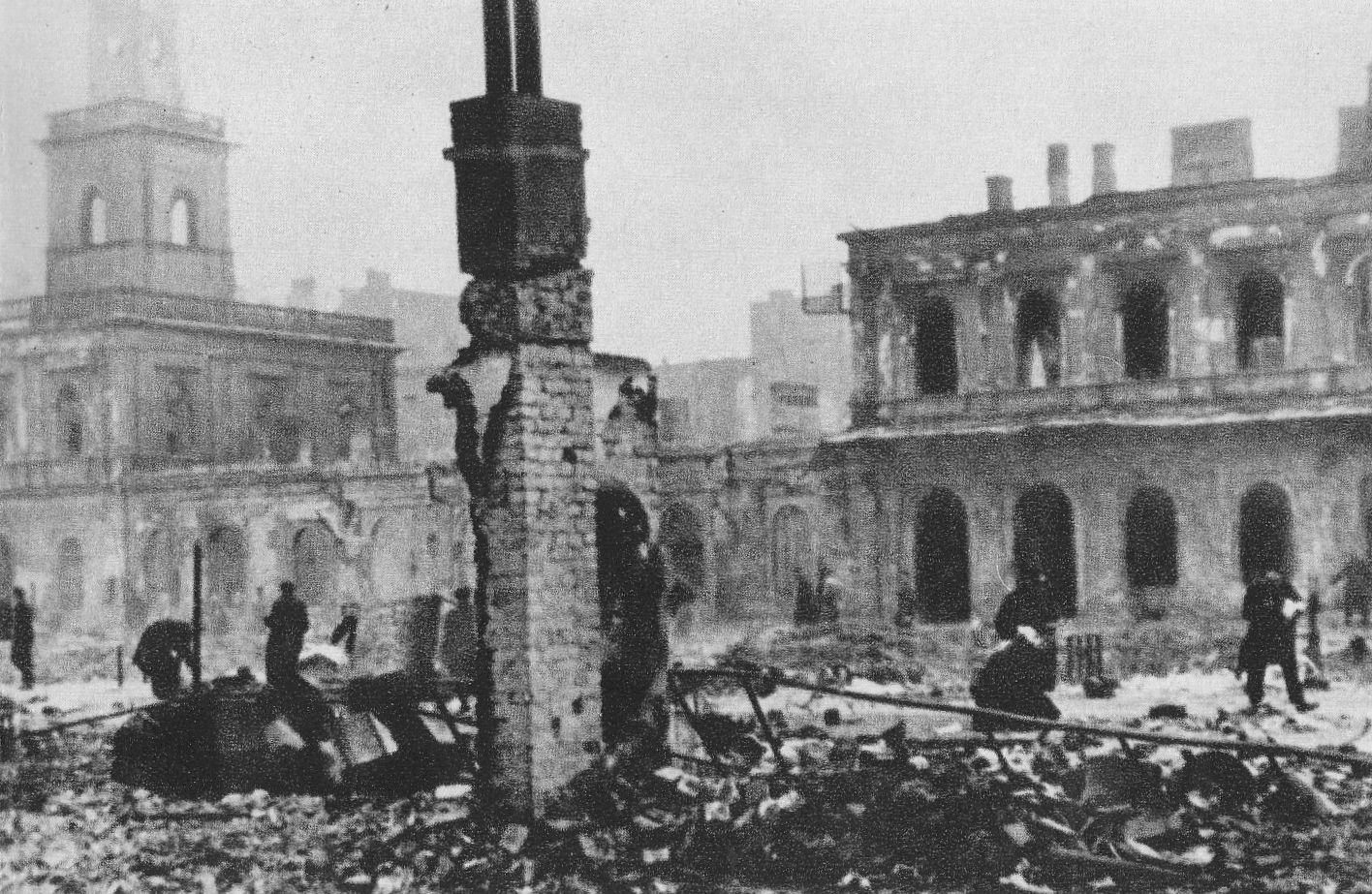
Nach der Zerstörung im September 1939

Das Bahnhofsgebäude wurde 1844/1845 nach einem Entwurf von Henryk Marconi errichtet. An der Rückseite des Kopfbahnhofs lag die Rückwand einer Häuserzeile der Ulica Chmielna. Die Grundsteinlegung erfolgte am 14. Juli 1844. Am 14. Juni 1845 wurden der Bahnhof und der erste, 29 Kilometer lange Abschnitt der Eisenbahnlinie nach Grodzisk Mazowiecki in Anwesenheit des russischen Statthalters in Kongresspolen, Iwan Fjodorowitsch Paskewitsch, eröffnet.
1866 wurde der Bahnhof durch die erste Pferdestraßenbahnlinie Warschaus mit dem auf der Ostseite der Weichsel liegenden Dworzec Petersburski verbunden.
Im Jahr 1875 wurde aufgrund von Kapazitätsengpässen der Güterumschlag vom Dworzec Wiedeński in einen rund 1500 Meter westlich und außerhalb der damaligen Stadtgrenzen liegenden, neu errichteten Güterbahnhof verlagert. Diese als Stacja Towarowa Drogi Żelaznej Warszawsko-Wiedeńskiej (dt.: Güterbahnhof der Warschau-Wiener Eisenbahn) bezeichnete Anlage wurde nach dem Zweiten Weltkrieg zum Personenbahnhof Warszawa Główna umgebaut.
Józef Huss wurde Ende des 19. Jahrhunderts beauftragt, einen Entwurf zu einem angedachten Neubau zu erstellen. Dieser Entwurf sah einen Bezug zum Berliner Lehrter Bahnhof vor – ebenfalls mit einer großzügigen Renaissance-Fassade ausgestattet. Das Projekt wurde jedoch nicht umgesetzt. 1900 wurde aus Kapazitätsgründen an der an der Ulica Chmielna liegenden Seite eine kleine eklektisch gestaltete Ankunftsstation errichtet; das alte Bahnhofsgebäude wurde nun vorwiegend von Abreisenden genutzt. Das zusätzliche Gebäude war 62 m lang und 13,5 m breit, es wurde als „Nowa Poczekalnia“ (dt.: Neue Wartehalle) bezeichnet. Der verantwortliche Architekt war Czesław Domaniewski. Es wurde zu Kriegsanfang im September 1939 zerstört.
Als Folge der Besetzung Warschaus während des Ersten Weltkriegs durch deutsche Truppen wurde der Name des Bahnhofes 1915 kurzzeitig in Haupt-Bahnhof Warschau und etwas später zu Wiener Bahnhof geändert. Nach dem Krieg wurde der Bahnhof zunächst als Warszawa Główna und danach als Dworzec Główny bezeichnet.
Am 10. November 1918 kam Józef Piłsudski hier nach Entlassung aus seiner Internierung auf der Festung in Magdeburg an. Er wurde von Zdzisław Lubomirski und Kazimierz Sosnkowski begrüßt. Da die Ankunft Piłsudskis von den Deutschen erst kurz vorher bekanntgegeben wurde, erschienen nur wenige Personen, um den erschöpften Marschall zu begrüßen. Ein später veröffentlichtes Foto, das die triumphale Ankunft verdeutlichen sollte, stammte von einer Ankunft auf dem Bahnhof aus dem Jahr 1916.
Im Rahmen von Vorbereitungen für den geplanten Bau der Linia Średnicowa wurde in den Jahren 1920/1921 an der Ulica Chmielna ein temporäres Holzgebäude errichtet, dass die Bahnhofsfunktion während der Bauzeit des neuen Bahnhofs übernehmen sollte. Dieses Gebäude wurde von den Architekten Tadeusz Zieliński (1883–1925) und Maksymilian Bystydzieński entworfen.
Am 7. Juni 1927 erschoss der 19-jährige russische Antikommunist Boris Kowerda den sowjetischen Botschafter in Polen, Piotr Wojkow, auf dem Bahnsteig des Bahnhofs.
Am 18. Februar 1928 wurde im Westflügel des Bahnhofs in Anwesenheit des für den Schienenverkehr verantwortlichen polnischen Ministers Paweł Romocki das erste Eisenbahnmuseum Polens eröffnet. Der Vorläufer des heute im Bahnhof Warszawa Główna eingerichteten Warschauer Eisenbahnmuseums präsentierte auf einer Fläche von 350 Quadratmetern 800 Exponate und 200 Fotos.
In den 1930er Jahren begann dann der Bau der Durchmesserlinie. Dazu wurde der alte Bahnhof schrittweise abgerissen. Zunächst wurde 1931 der Westflügel des alten Bahnhofs abgetragen. Der ostwärtige Teil brannte im September 1939 nieder. Die Ruine des Uhrturms blieb bis Mai 1947 stehen; dann wurde sie gesprengt und abgetragen.

## Architektur
Die Fassade des sich über die gesamte Bahnsteiglänge von 160 Meter erstreckenden Bahnhofsgebäudes war symmetrisch und im klassizistischen Stil gestaltet. Das zentrale Mittelgebäude war dreigeschossig und mit neun Fensterachsen ausgestattet, es schlossen sich beidseitig zweigeschossige, achtachsige Seitengebäude sowie folgend eingeschossige Pavillons mit viergeschossigen Türmen an deren Enden an. Die sich stockwerkweise verjüngenden Türme auf quadratischem Grundriss erinnerten an den Stil der Frührenaissance; im Westturm befand sich ein Telegraph, der Ostturm trug eine Uhr. Nach Westen schlossen sich an das Hauptgebäude kleinere Einheiten für den Güterumschlag an. Das Bahnhofsgebäude verfügte über keine repräsentative Halle. In kleineren Räumen befanden sich Wartesäale und Versorgungsmöglichkeiten für die Reisenden der verschiedenen Klassen. Die Bahnsteige lagen nach hinten heraus. Vor dem Bahnhof wurden zwei Reihen Pappeln gepflanzt.